# Saintes Écritures
 (mai 2025).
Si vous disposez d'ouvrages ou d'articles de référence ou si vous connaissez des sites web de qualité traitant du thème abordé ici, merci de compléter l'article en donnant les références utiles à sa vérifiabilité et en les liant à la section « Notes et références ».
Pour les articles homonymes, voir Écritures.
Dans le langage chrétien, les Écritures ou Saintes Écritures, ou encore Écriture sainte, sont les paroles écrites et dites par les saints hommes de Dieu inspirés par le Saint-Esprit. Par saintes Écritures, on désigne également les textes sacrés juifs. L'adjectif scripturaire (du latin scriptura, écriture) désigne ce qui est relatif aux saintes Écritures.
La Bible est le recueil de saintes Écritures commun aux Églises chrétiennes. Le mot Bible est également employé pour désigner la Bible hébraïque, qui est divisée en trois grandes parties, résumées par le terme de TaNaKh, initiales de leurs titres hébreux, la Torah (équivalent du Pentateuque du Premier Testament), les Neviim (les Prophètes), les Ketouvim (les Écrits).
Jésus de Nazareth et les auteurs du Nouveau Testament considéraient les livres de l'Ancien Testament (ou Premier Testament) comme Écritures (Mt 22:29 ; Jn 5:39 ; 2 Ti 3:15 ; 2 Pi 1:20–21).

## La lecture des Écritures dans la tradition judéo-chrétienne

### Dans le judaïsme
Le judaïsme a défini la règle d'interprétation de la Torah selon quatre sens : peshat, remez, drash, et sod.

### Dans le christianisme primitif
Dans les premiers temps du christianisme, la Parole de Dieu fut transmise oralement. Puis, à partir des années 60-100, on écrivit les évangiles.
La nécessité de disposer de textes de référence apparut avec la prolifération des écrits gnostiques au IIe siècle, particulièrement avec l'apparition des premières hérésies (Marcion). Irénée de Lyon définit les bases du canon des évangiles que nous connaissons actuellement (quatre évangiles canoniques).
Le christianisme a repris la tradition juive de l'interprétation des Écritures. Origène posa les bases de la lecture des Écritures pour la prière (lectio divina) et transposa la doctrine des quatre sens de l'Écriture pour l'interprétation des textes dans le christianisme.
Jérôme de Stridon traduisit la Bible en latin entre 390 et 405 directement depuis le texte hébreu de l'Ancien Testament et depuis le texte grec du Nouveau Testament. La traduction latine de saint Jérôme, dite Vulgate, restera la principale référence en Occident jusqu'à l'époque moderne et à l'apparition des traductions en langues vernaculaires réalisées par les réformateurs protestants. 
Jean Cassien fit le pont entre l'Orient et l'Occident[évasif] : il précisa les bases théoriques de la lecture des Saintes Écritures dans le monachisme, reprises par Benoît de Nursie dans la règle de l’ordre qu’il a fondé. La lecture des Écritures saintes (lectio divina) s'appuyait sur ces méthodes pendant tout le Moyen Âge, particulièrement dans les monastères.

### Renaissance duXIIesiècle
L'introduction de l'œuvre d'Aristote en occident et les traductions de manuscrits philosophiques et scientifiques (1120-1190) a profondément renouvelé la lecture de la Bible. Ce fut la naissance de la scolastique (Pierre Abélard), puis la réconciliation entre la philosophie d'Aristote et le christianisme (Thomas d'Aquin). La doctrine des quatre sens de l'Écriture a trouvé son apogée à cette époque.

### Époque moderne
À la Renaissance s'opère un changement de paradigme. Les réformateurs protestants, parmi lesquels Martin Luther, poussent à la lecture de la Bible en langue vernaculaire. Ainsi, Luther est le premier à traduire la Bible en allemand.
Les bouleversements introduits par les découvertes scientifiques à partir du XVIIe siècle, en particulier sur le mouvement des planètes (Copernic, Galilée), ont très profondément influencé la lecture des Écritures Saintes, comme le montre la lettre de Galilée à Christine de Lorraine.
Après le procès de Galilée (1633), Descartes remit en cause la lecture des Écritures saintes telle qu'elle était pratiquée depuis des siècles dans l'école scolastique, comme le montre cet extrait du discours de la méthode (Sixième partie) en 1637 :
«  [...] Il est possible de parvenir à des connoissances qui soient fort utiles à la vie ; et qu'au lieu de cette philosophie spéculative qu'on enseigne dans les écoles, on en peut trouver une pratique, par laquelle, connoissant la force et les actions du feu, de l'eau, de l'air, des astres, des cieux, et de tous les autres corps qui nous environnent, aussi distinctement que nous connoissons les divers métiers de nos artisans, nous les pourrions employer en même façon à tous les usages auxquels ils sont propres, et ainsi nous rendre comme maîtres et possesseurs de la nature ».
Les Saintes Écritures, qui étaient considérées comme immuables, furent brusquement mises en doute, particulièrement sur les quelques passages cosmologiques de l'Ancien Testament. Les premiers à réévaluer la Bible furent Pascal et les jansénistes de Port-Royal (Bible de Port-Royal ou Bible de Sacy), mais l'Église ne réagit pas sur ce terrain aux XVIIe et XVIIIe siècles.

### Époque contemporaine
Les protestants furent les premiers à revisiter l'Ancien Testament en reprenant, depuis Luther et sa traduction de la Bible en allemand, la traduction à partir des textes originaux hébraïques et grecs. On trouve chez les protestants une importante tradition exégétique, illustrée par les Allemands Leopold von Ranke ou Adolf von Harnack. Le catholicisme lui emboîta le pas à partir de la fin du XIXe siècle (encyclique de Léon XIII). L'École biblique et archéologique française de Jérusalem fondée en 1890 et l'Institut biblique pontifical fondé en 1909 ont renouvelé l'étude des Saintes Écritures dans l’Église catholique.